# Edelweisshütte (Rax-Schneeberg-Gruppe)
Die Edelweisshütte ist eine Schutzhütte der Sektion Edelweiss des Österreichischen Alpenvereins an der Schneeberg-Nordseite.

## Lage
Die Hütte liegt am Fadensattel über der Bergstation des Salamander-Sessellifts in Losenheim in der Marktgemeinde Puchberg am Schneeberg im südlichen Niederösterreich auf 1235 m ü. A.

## Geschichte
Die Hütte wurde 1934 von Theresia Gschaider unter dem Namen „Bergheimat Resi-Tant“ errichtet. Kurz vor Ende des Zweiten Weltkrieges im April 1945 wurde die Hütte durch Kriegseinwirkungen erheblich beschädigt.
Ende der 1950er Jahre wurde die Hütte der Sektion Edelweiss des ÖAV zum Kauf angeboten. Im Januar 1960 wurde der Vertrag für die Hütte und 1560 m² Grund unterschrieben.
1997 kaufte die Sektion ein angrenzendes Grundstück von 1870 m² oberhalb der Hütte. Im Jahr darauf erfolgte die Verlegung einer Kanalleitung von der Hütte ins Tal sowie die gleichzeitige Mitverlegung eines 20-kV-Stromkabels inklusive Aufstellung einer Trafostation bei der Hütte. Durch einen Zubau im Jahr 2000 wurde die Küche im Erdgeschoß erweitert und die Schlafsituation im Obergeschoß verbessert.
Beim Namen der Hütte wurde die frühere Schreibweise Edelweißhütte in die in Österreich nicht zutreffende Schreibweise Edelweisshütte durch die Sektion Edelweiss analog der bei der Sektion selbst verwendeten Schreibweise angepasst.

## Zustieg
- Die Bergstation der Vierer-Sesselbahn von Losenheim befindet sich knapp unter der Edelweisshütte.
- Zu Fuß ist die Edelweisshütte von Losenheim aus in einer Gehzeit von 1 bis 1½ Stunden zu erreichen.

## Übergang zu anderen Hütten
- Almreserlhaus: 10 Minuten[1]
- Berghaus Hochschneeberg: 3:30 Stunden[1]
- Damböckhaus: 3:15 Stunden[1]
- Fischerhütte: 3 Stunden[1]
- Kienthalerhütte: 2 Stunden[1]